# Carl Finkbeiner
Carl Finkbeiner (* 1964 in Freudenstadt) ist ein deutscher Kameramann.

## Leben
Carl Finkbeiner, vereinzelt auch als Charly Finkbeiner oder als Charles Finkbeiner bekannt, absolvierte von 1987 bis 1989 nach seinem Abitur und Zivildienst ein Studium an der Staatlichen Fachschule für Optik und Fototechnik in Berlin. Anschließend arbeitete er als Kameraassistent und -mann für Werbefilme und Musikvideos. Parallel dazu besuchte er von 1991 bis 2001 bei Kameramännern wie Andrew Birkin, István Szabó, Jan de Bont und Tilda Swinton die Masterclass an der Europäischen Filmakademie. Mit dem 1996 ausgestrahlten und von Peter Ily Huemer inszenierten Krimi Die Liebe des Ganoven debütierte Finkbeiner als Kameramann für einen Langspielfilm.

## Filmografie (Auswahl)
- 1995: Die Liebe des Ganoven, Regie: Peter Ily Huemer / Fernsehfilm – ORF[1]
- 1996: Kids von Berlin, Regie: Dieter Berner, 5 Folgen / Fernsehserie – ZDF[1]
- 1996: Tödliche Spiele, Pilotfilm Kids von Berlin, Regie: Dieter Berner / Fernsehfilm – Serie / ZDF[1]
- 1997: Der Handymörder, Regie: Hans Werner / Fernsehfilm – SAT 1[1]
- 1997: The Visioner (BRD/IT/USA), Regie: Elodie Keene / Fernsehfilm – SAT 1[1]
- 1998: Doppeltes Spiel mit Anne, Regie: Donald Kraemer / Fernsehfilm – NDR[1]
- 1998: Ein großes Ding, Zweiteiler, Regie: Bernd Schadewald / Fernsehfilm – ZDF[1]
- 1999: Die Verhaftung des J.M. Nestroy, Regie: Dieter Berner / Fernsehfilm – ORF/WDR
- 1999: Tatort: Tödliches Labyrinth, Regie: Dieter Berner / Fernsehfilm – SFB[1]
- 2000: Julies Geist, Regie: Bettina Wilhelm / Kinofilm
- 2001: Berlin, Berlin, Staffel 1, Regie: Franziska Meyer-Price / Fernsehserie – ARD
- 2001: Davon stirbt man nicht, Regie: Christine Hartmann / Fernsehfilm – ARD
- 2002: Hund und Katz, Regie: Dieter Berner / Fernsehfilm – ARD
- 2003: Ein Baby Für Dich, Regie: Imogen Kimmel / Fernsehfilm – WDR
- 2004: Tatort: Die schlafende Schöne, Regie: Dieter Berner / Fernsehfilm – ORF
- 2005: Tatort: Sonnenfinsternis, Regie: Dieter Berner / Fernsehfilm – MDR
- 2006: Eine Robbe und das große Glück, Regie: Imogen Kimmel / Fernsehfilm – ARD
- 2006: Tatort: Die Anwältin, Regie: Dieter Berner / Fernsehfilm – MDR
- 2006: Tatort: Racheengel, Regie: Hannu Salonen / Fernsehfilm – MDR
- 2007: Commissario Laurenti – Der Tod wirft lange Schatten, Regie: Hannu Salonen / Fernsehfilm – ARD
- 2007: Commissario Laurenti – Tod auf der Warteliste, Regie: Hannu Salonen / Fernsehfilm – ARD
- 2007: Die Hitzewelle, Regie: Gregor Schnitzler / Fernsehfilm – SAT1
- 2008: Polizeiruf 110: Taximord, Regie: Mathias Luther / Fernsehfilm – ARD
- 2008: Tatort: Das schwarze Grab, Regie: Gregor Schnitzler / Fernsehfilm – ARD
- 2010: Urlaub mit kleinen Folgen, Regie: Markus Bräutigam / Fernsehfilm – ARD
- 2010: Dann kam Lucy, Regie: Christoph Schrewe / Fernsehfilm – ARD
- 2010: Willkommen in Kölleda, Regie: Andi Niessner / Fernsehfilm – ARD
- 2011: Die Azoren 3D, Regie: Norbert Vander / Unterwasserdoku
- 2011: Patagonia 3D, Regie: Norbert Vander / Naturdoku
- 2011: South Africa 3D, Regie: Norbert Vander / Unterwasserdoku
- 2012: Marshall Islands 3D, Regie: Norbert Vander / Unterwasserdoku
- 2012: Mittelamerika 3D, Regie: Norbert Vander / Naturdoku
- 2012: Yellowstone 3D, Regie: Norbert Vander / Naturdoku
- 2013: Grand Canyon 3D, Regie: Norbert Vander / Naturdoku
- 2013: Verborgene Welten 3D, Regie: Norbert Vander / Dokumentar-Kinofilm
- 2014: Sachsen küsst Preussen, Regie: Andreas C. Schmidt / Doku – RBB
- 2015: Schlachtfeld Berlin, Regie: Andreas C. Schmidt / Doku – RBB
- 2015: Super-Dad, Regie: Jan Markus Linhof / Fernsehfilm – Sat 1
- 2016: Schatten des Krieges, Regie: Andreas C. Schmidt / Doku – RBB
- 2016: Tales from the Simien Mountains, Nature Documentary
- 2016: Unsere Erde, unsere Meere, Nature Documentary, Regie: Norbert Vander
- 2017: BBC Blue Planet 2, International Nature Documentary: BBC, ARD
- 2017: Geheimnisvolle Orte : Kaiser-Wilhelm Gedächtniskirche, Regie: Andreas C. Schmidt und Christian Klemke / Doku – ARD
- 2018: Jenny – echt gerecht, Regie: Oliver Schmitz, RTL,
- 2019: WaPo Berlin, Regie: Neelesha Barthel, ARD
- 2020: Expedition Arktis, Dokumentation, ARD
- 2021: Die Heiland – Wir sind Anwalt, Fernsehserie, Regie: Oliver Dommenget, ARD